# Comuna Koșmak, Korsun-Șevcenkivskîi
Koșmak (în ucraineană Кошмак) este o comună în raionul Korsun-Șevcenkivskîi, regiunea Cerkasî, Ucraina, formată din satele Hlușkî, Koșmak (reședința) și Mîropillea.

## Demografie
Componența lingvistică a comunei Koșmak
     Ucraineană (98,18%)
     Rusă (1,52%)
Conform recensământului din 2001, majoritatea populației comunei Koșmak era vorbitoare de ucraineană (98,18%), existând în minoritate și vorbitori de rusă (1,52%).